# Tanita Tikaram
Tanita Tikaram (* 12. August 1969 in Münster) ist eine britische Singer-Songwriterin. Sie wurde 1988 mit dem Song Twist in My Sobriety international bekannt.

## Persönliches
Ihr Vater Pramod Tikaram entstammte der indischen Bevölkerung auf den Fidschi-Inseln, ihre Mutter Fatimah Rohani war Malaysierin. Sie lernten sich in England kennen und zogen ins westfälische Münster, weil Pramod Tikaram dort in Diensten der britischen Armee stationiert wurde. Im British Military Hospital Münster (BMH, Britisches Militärhospital) wurde Tanita Tikaram geboren; im Alter von zwölf Jahren ging sie mit ihren Eltern nach Basingstoke in England.
Der ältere Bruder von Tanita Tikaram ist der Schauspieler Ramon Tikaram.
Tikaram zog von Basingstoke nach Primrose Hill, wo sie nach wie vor lebt. Sie ist seit 2012 mit der Medienkünstlerin Natacha Horn liiert.

## Karriere

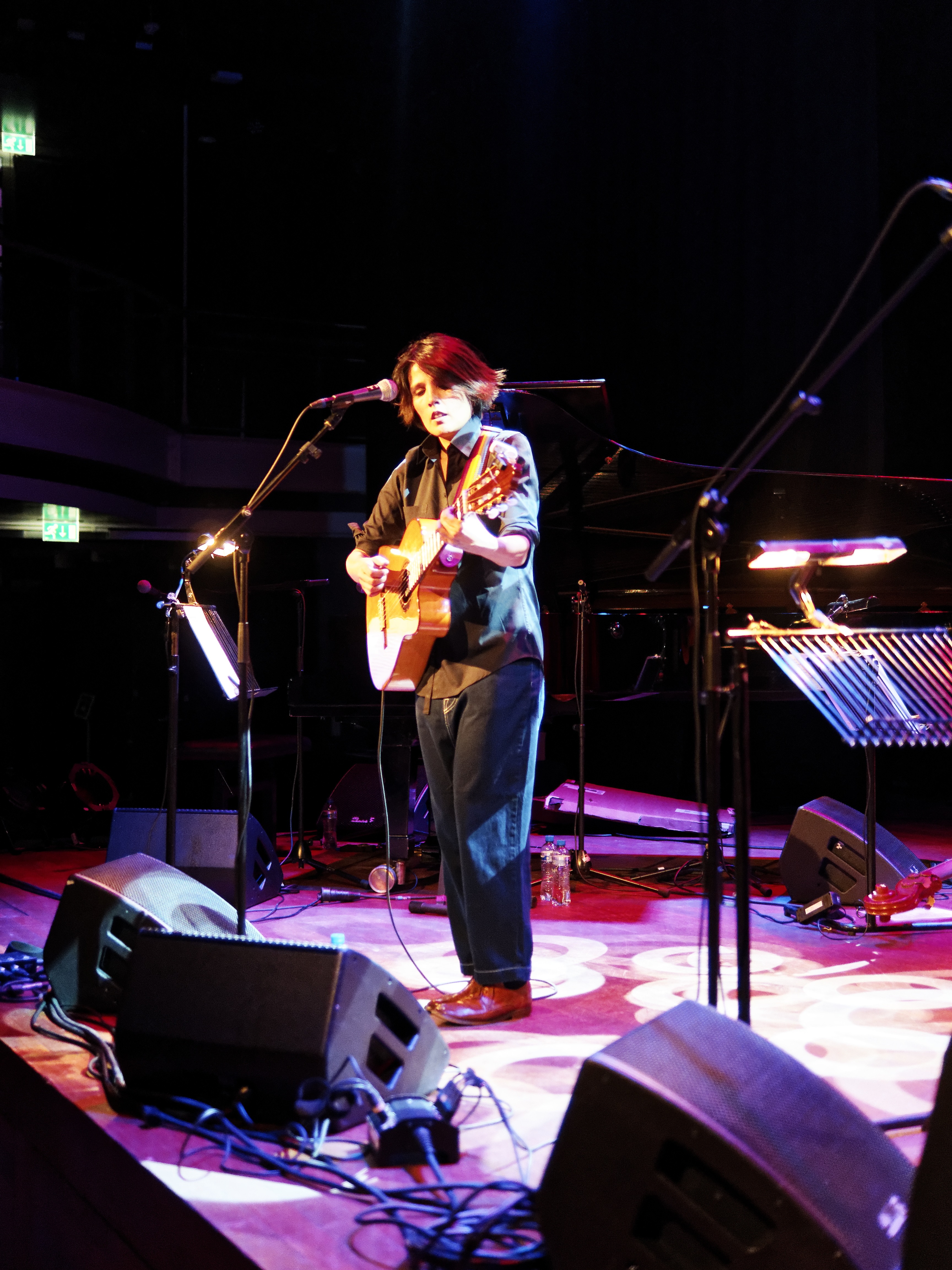
Tanita Tikaram (2016)

Tikaram wurde von dem Manager Paul Charles im Londoner Nachtklub The Mean Fiddler, heute als Astoria 2 bekannt, entdeckt. Als musikalischen Einfluss gibt sie die Songs von Joni Mitchell an. Im September 1988 erschien ihr Debütalbum Ancient Heart, das mit über vier Millionen verkauften Tonträgern erfolgreich war und für Tikaram im Alter von 19 Jahren den internationalen Durchbruch bedeutete. Auf dem Album ist auch der Singlehit Twist in My Sobriety zu finden. Mit ihren Nachfolgesingles und Alben konnte Tikaram jedoch nicht mehr an den kommerziellen Erfolg von Twist in My Sobriety anknüpfen. Für das 1991 erschienene Album Everybody’s Angel nahm sie zwei Songs mit Jennifer Warnes auf.

## Diskografie

### Studioalben
| Jahr | Titel                      | Höchstplatzierung, Gesamtwochen, AuszeichnungChartplatzierungen (Jahr, Titel, Platzierungen, Wochen, Auszeichnungen, Anmerkungen) | Höchstplatzierung, Gesamtwochen, AuszeichnungChartplatzierungen (Jahr, Titel, Platzierungen, Wochen, Auszeichnungen, Anmerkungen) | Höchstplatzierung, Gesamtwochen, AuszeichnungChartplatzierungen (Jahr, Titel, Platzierungen, Wochen, Auszeichnungen, Anmerkungen) | Höchstplatzierung, Gesamtwochen, AuszeichnungChartplatzierungen (Jahr, Titel, Platzierungen, Wochen, Auszeichnungen, Anmerkungen) | Höchstplatzierung, Gesamtwochen, AuszeichnungChartplatzierungen (Jahr, Titel, Platzierungen, Wochen, Auszeichnungen, Anmerkungen) | Anmerkungen                              |
| Jahr | Titel                      | DE | AT | CH | UK | US | Anmerkungen                              |
| ---- | -------------------------- | --- | --- | --- | --- | --- | ---------------------------------------- |
| 1988 | Ancient Heart              | DE1 ×2Doppelplatin · (48 Wo.)DE                                                                                                   | AT1 (24 Wo.)AT | CH1 Platin · (27 Wo.)CH | UK3 ×2Doppelplatin · (49 Wo.)UK                                                                                                   | US59 (23 Wo.)US | Erstveröffentlichung: 13. September 1988 |
| 1990 | The Sweet Keeper           | DE3 Gold · (19 Wo.)DE | AT7 (13 Wo.)AT | CH7 Gold · (10 Wo.)CH | UK3 Gold · (7 Wo.)UK | US124 (7 Wo.)US | Erstveröffentlichung: 30. Januar 1990    |
| 1991 | Everybody’s Angel          | DE17 (16 Wo.)DE | AT19 (6 Wo.)AT | CH12 (10 Wo.)CH | UK19 (4 Wo.)UK | US142 (5 Wo.)US | Erstveröffentlichung: 4. Februar 1991    |
| 1992 | Eleven Kinds of Loneliness | — | AT33 (2 Wo.)AT | — | — | — | Erstveröffentlichung: 16. März 1992      |
| 1995 | Lovers in the City         | DE74 (8 Wo.)DE | — | CH44 (1 Wo.)CH | UK75 (1 Wo.)UK | — | Erstveröffentlichung: 13. Februar 1995   |
| 1998 | The Cappuccino Songs       | — | — | CH47 (1 Wo.)CH | UK69 (1 Wo.)UK | — | Erstveröffentlichung: 7. September 1998  |
| 2005 | Sentimental                | — | — | CH87 (1 Wo.)CH | — | — | Erstveröffentlichung: 12. April 2005     |
| 2012 | Can’t Go Back              | DE50 (1 Wo.)DE | AT33 (2 Wo.)AT | CH79 (1 Wo.)CH | — | — | Erstveröffentlichung: 3. September 2012  |
| 2016 | Closer to the People       | DE61 (1 Wo.)DE | AT68 (1 Wo.)AT | CH84 (1 Wo.)CH | — | — | Erstveröffentlichung: 11. März 2016      |

### Kompilationen
- 2002: The Best of
- 2008: Best Good Tradition

### Singles
| Jahr | Titel Album                                     | Höchstplatzierung, Gesamtwochen, AuszeichnungChartplatzierungen (Jahr, Titel, Album, Platzierungen, Wochen, Auszeichnungen, Anmerkungen) | Höchstplatzierung, Gesamtwochen, AuszeichnungChartplatzierungen (Jahr, Titel, Album, Platzierungen, Wochen, Auszeichnungen, Anmerkungen) | Höchstplatzierung, Gesamtwochen, AuszeichnungChartplatzierungen (Jahr, Titel, Album, Platzierungen, Wochen, Auszeichnungen, Anmerkungen) | Höchstplatzierung, Gesamtwochen, AuszeichnungChartplatzierungen (Jahr, Titel, Album, Platzierungen, Wochen, Auszeichnungen, Anmerkungen) | Höchstplatzierung, Gesamtwochen, AuszeichnungChartplatzierungen (Jahr, Titel, Album, Platzierungen, Wochen, Auszeichnungen, Anmerkungen) | Anmerkungen                           |
| Jahr | Titel Album                                     | DE | AT | CH | UK | US | Anmerkungen                           |
| ---- | ----------------------------------------------- | --- | --- | --- | --- | --- | ------------------------------------- |
| 1988 | Good Tradition Ancient Heart                    | — | — | — | UK10 (10 Wo.)UK | — | Erstveröffentlichung: Juli 1988       |
| 1988 | Twist in My Sobriety Ancient Heart              | DE2 Gold · (20 Wo.)DE | AT2 (16 Wo.)AT | CH6 (16 Wo.)CH | UK22 (8 Wo.)UK | — | Erstveröffentlichung: Oktober 1988    |
| 1989 | Cathedral Song Ancient Heart                    | DE71 (2 Wo.)DE | — | — | UK48 (3 Wo.)UK | — | Erstveröffentlichung: Januar 1989     |
| 1989 | World Outside Your Window Ancient Heart         | — | — | — | UK58 (3 Wo.)UK | — | Erstveröffentlichung: März 1989       |
| 1990 | We Almost Got It Together The Sweet Keeper      | DE50 (12 Wo.)DE | — | — | UK52 (3 Wo.)UK | — | Erstveröffentlichung: Januar 1990     |
| 1990 | Little Sister Leaving Town The Sweet Keeper     | — | — | — | UK83 (2 Wo.)UK | — | Erstveröffentlichung: März 1990       |
| 1991 | Only the Ones We Love Everybody’s Angel         | DE58 (9 Wo.)DE | — | — | UK69 (2 Wo.)UK | — | Erstveröffentlichung: 21. Januar 1991 |
| 1995 | I Might Be Crying Lovers in the City            | — | — | — | UK64 (2 Wo.)UK | — | Erstveröffentlichung: Januar 1995     |
| 1998 | Stop Listening The Cappuccino Songs             | — | — | — | UK67 (1 Wo.)UK | — | Erstveröffentlichung: Mai 1998        |
| 1998 | I Don’t Wanna Lose at Love The Cappuccino Songs | — | — | — | UK73 (1 Wo.)UK | — | Erstveröffentlichung: August 1998     |

## Auszeichnungen für Musikverkäufe
| Silberne Schallplatte - Europa (Impala) - 2012: für das Album Can’t Go Back - Frankreich - 1989: für die Single Twist in My Sobriety Goldene Schallplatte - Australien - 1997: für das Album Ancient Heart - Belgien - 1989: für das Album Ancient Heart - Finnland - 1990: für das Album Ancient Heart - Schweden - 1989: für das Album Ancient Heart - Spanien - 1989: für das Album Ancient Heart - 1990: für das Album The Sweet Keeper - Ungarn - 1990: für das Album Ancient Heart | 2× Goldene Schallplatte - Frankreich - 2001: für das Album Ancient Heart Platin-Schallplatte - Italien - 1990: für das Album Ancient Heart - Niederlande - 1989: für das Album Ancient Heart (WEA Records B.V.) - 1990: für das Album Ancient Heart (Warner Music Netherlands) |

Anmerkung: Auszeichnungen in Ländern aus den Charttabellen bzw. Chartboxen sind in ebendiesen zu finden.
| Land/RegionAuszeichnungen für Musikverkäufe (Land/Region, Auszeichnungen, Verkäufe, Quellen) | Silber     | Gold       | Platin     | Verkäufe  | Quellen              |
| -------------------------------------------------------------------------------------------- | ---------- | ---------- | ---------- | --------- | -------------------- |
| Australien (ARIA)                                                                            | —          | Gold1      | —          | 35.000    | aria.com.au          |
| Belgien (BRMA)                                                                               | —          | Gold1      | —          | 25.000    | Einzelnachweise      |
| Deutschland (BVMI)                                                                           | —          | 2× Gold2   | 2× Platin2 | 1.500.000 | musikindustrie.de    |
| Europa (Impala)                                                                              | Silber1    | —          | —          | (20.000)  | Einzelnachweise      |
| Finnland (IFPI)                                                                              | —          | Gold1      | —          | 26.667    | ifpi.fi              |
| Frankreich (SNEP)                                                                            | Silber1    | 2× Gold2   | —          | 400.000   | infodisc.fr          |
| Italien (FIMI)                                                                               | —          | —          | Platin1    | 200.000   | Einzelnachweise      |
| Niederlande (NVPI)                                                                           | —          | —          | 2× Platin2 | 200.000   | nvpi.nl              |
| Schweden (IFPI)                                                                              | —          | Gold1      | —          | 50.000    | sverigetopplistan.se |
| Schweiz (IFPI)                                                                               | —          | Gold1      | Platin1    | 75.000    | hitparade.ch         |
| Spanien (Promusicae)                                                                         | —          | 2× Gold2   | —          | 100.000   | elportaldemusica.es  |
| Ungarn (MAHASZ)                                                                              | —          | Gold1      | —          | 100.000   | Einzelnachweise      |
| Vereinigtes Königreich (BPI)                                                                 | —          | Gold1      | 2× Platin2 | 700.000   | bpi.co.uk            |
| Insgesamt                                                                                    | 2× Silber2 | 13× Gold13 | 8× Platin8 |           |                      |